# Município de Painesville (condado de Lake, Ohio)
O município de Painesville (em inglês: Painesville Township) é um município localizado no condado de Lake no estado estadounidense de Ohio. No ano de 2010 tinha uma população de 20.399 habitantes e uma densidade populacional de 44,4 pessoas por km².

## Geografia
O município de Painesville encontra-se localizado nas coordenadas 41° 46′ 41″ N, 81° 11′ 50″ O. Segundo o Departamento do Censo dos Estados Unidos, o município tem uma superfície total de 459.46 km², da qual 43.26 km² correspondem a terra firme e (90.58%) 416.2 km² é água.

## Demografia
Segundo o censo de 2010, tinha 20.399 habitantes residindo no município de Painesville. A densidade populacional era de 44,4 hab./km². Dos 20.399 habitantes, o município de Painesville estava composto pelo 94.13% brancos, o 1.82% eram afroamericanos, o 0.07% eram amerindios, o 0.73% eram asiáticos, o 0.03% eram insulares do Pacífico, o 1.44% eram de outras raças e o 1.78% pertenciam a duas ou mais raças. Do total da população o 3.13% eram hispanos ou latinos de qualquer raça.